# 多米尼加革命党
多米尼加革命党是多米尼加共和国的主要政党之一。该党传统的中间派的左派，名义上是社会民主党，2000年代以后，该党逐渐转向中右翼。党的特色是白色。该党传统上有两位总裁：“名义上的总裁”和“代理总裁”（实际上是副总裁），直到2010年，总统和秘书长都被不能参加任何职位的选举。
该党成立于1939年，由居住在古巴哈瓦那的多米尼加流亡者胡安·博什领导。1961年7月5日，在多米尼加成立。它是第一个建立在民粹主義和民主左翼原则基础上的多米尼加政党，也是一个建立在大众成员基础上的组织。博施于1962年当选总统，这被普遍认为是该国历史上第一次公正的选举。博施后来在意识形态方向的争论中离开了党，并于1973年12月16日成立了多米尼加解放党。
民主革命党还赢得过三次总统选举，分别是在1978年（安东尼奥·古兹姆）、1982年（萨尔瓦多·约尔格·布兰科）和2000年（希普利托·梅杰）。
在2002年5月16日的立法选举中，该党在众议院150个席位中赢得41.9%的选票，73个席位，在多米尼加共和国参议院31个席位中赢得29个席位。在2004年5月16日的总统选举中，其候选人希普利托·梅杰赢得了33.6%的选票，未能赢得第二个任期。
在2006年5月16日的立法选举中，该党与其传统对手、社会基督教改革派和其他大国家联盟联合起来，在178名代表中仅赢得82名，在32名参议员中仅赢得10名。然而，多米尼加革命党领导的联盟赢得了大约60个众议院席位和6个参议院席位。
该党被批评参与腐败，允许右翼准军事组织在其领土发动袭击海地，并成为一个越来越保守的政党，为跨国资本的利益服务，而不是为贫困多数人服务。最后一任总裁，希普利托·梅杰，因支持伊拉克战争而受到特别抨击。